# Ронское дерби
Ронское дерби — это принципиальный футбольный матч между французскими клубами «Олимпик» Лион и «Сент-Этьен».
Оба клуба находятся в регионе Рона-Альпы недалеко от реки Рона, которая и является производной для названия этого противостояния.
Так же, сутью этого дерби является факт того, что города в которых базируются оба клуба - «Лион» и «Сент-Этьен» - расположены рядом, это Лион и Сент-Этьен. Что очень напоминает «Северное дерби», в котором соперничают клубы «Гамбург» и «Вердер», которые базируются в соседних городах, таких как Гамбург и Бремен.

## История
Эти два клуба впервые встретились 28 октбяря 1951 г., а из-за непосредственной территориальной близости к друг другу (всего 50 километров) противостояние стало сверхважным. Ронское дерби является одним из самых важных матчей в Лиге 1 и, как и другие крупные соперничества, выходит за пределы поля. Это противостояние является противостоянием между двумя городами.
Противостояние между самым успешным французским клубом («Лион») против ранее крупнейшего французского клуба («Сент-Этьен»). В 20 веке, «Сент-Этьен» был самым успешным клубом во французском футболе, завоевав десять чемпионских титулов в отрезке 1957—1981 гг. (рекорд, который не побит до сих пор). Кроме того, в этом промежутке, «стефануа» также выиграл шесть раз Кубок Франции и хорошо зарекомендовал себя на европейской арене, дойдя до финала Кубка Чемпионов 1976. Однако, после вылета клуба в Лигу 2 в 1984 году авторитет «Сент-Этьена» на футбольной сцене во Франции стал падать. «Лион» же начал возвышаться в начале нового тысячелетия, когда клуб выиграл свой первый в истории титул чемпиона Лиги 1 в 2002 году, а затем установил национальный рекорд из семи чемпионств подряд (лучшая серия в истории французского футбола). «Лион» также достиг полуфинала Лиги чемпионов УЕФА 2010 и 2020 годов.

## Статистика противостояний
Актуально на 10 апреля 2025
| Соревнование           | Сыграно | Сент-Этьен | Ничья | Лион |
| ---------------------- | ------- | ---------- | ----- | ---- |
| Лига 1                 | 113     | 40         | 32    | 42   |
| Лига 2                 | 4       | 2          | 1     | 1    |
| Кубок Франции          | 5       | 1          | 1     | 3    |
| Кубок французской лиги | 1       | 0          | 0     | 1    |
| Кубок Шарля Драго      | 1       | 1          | 0     | 0    |
| Суперкубок Франции     | 1       | 1          | 0     | 0    |
| Totals                 | 125     | 45         | 34    | 47   |